# Isopterygium arachnoideum
Isopterygium arachnoideum är en bladmossart som beskrevs av Brotherus 1900. Isopterygium arachnoideum ingår i släktet Isopterygium och familjen Hypnaceae. Inga underarter finns listade i Catalogue of Life.